# John Winthrop (gouverneur)
 (novembre 2023).
Si vous disposez d'ouvrages ou d'articles de référence ou si vous connaissez des sites web de qualité traitant du thème abordé ici, merci de compléter l'article en donnant les références utiles à sa vérifiabilité et en les liant à la section « Notes et références ».
Pour les articles homonymes, voir John Winthrop.
John Winthrop, né le 12 janvier 1588 à Edwardstone, dans le comté du Suffolk, en Angleterre, mort le 26 mars 1649 à Boston, est l'un des fondateurs de la Nouvelle Angleterre, plus spécialement de la colonie de la baie du Massachusetts dont il fut le premier gouverneur, et une figure du puritanisme.

## Biographie

### Vie en Angleterre
Winthrop étudie brièvement au Trinity College (Cambridge), puis se tourne vers le Droit à Gray's Inn (l'une des quatre associations de barristers et de juristes)  et devient juriste dans les années 1620 à la Court of Wards and Liveries (en) de Londres.
Élevé dans le Puritanisme et très religieux, il croit fermement qu'il convient de purifier l’Église anglicane de tous les rites catholiques qui y subsistent pour ne plus offenser Dieu. Il pense que le seul moyen est de trouver un refuge loin de l’Angleterre pour exercer un nouveau rite. Avec d’autres Puritains, il obtient une charte royale de Charles Ier pour fonder une colonie commerciale en Amérique. Le 4 mars 1629 il est un des signataires du Cambridge Agreement (en), qui autorise à ce que la Colonie de la baie du Massachusetts soit administrée de façon locale et non plus directement par l’Angleterre,.

### Vie à la Nouvelle Angleterre
À la tête d’un large contingent de onze navires et 700 passagers, il part d’Angleterre vers le Nouveau Monde pour rejoindre la colonie de la baie du Massachusetts, Nouvelle-Angleterre, lors du printemps 1630. C’est la plus grande flotte de colons anglais à ce jour. Il est élu gouverneur le 8 avril 1630, avant le départ. Il est 12 fois battu et réélu entre 1631 et 1648. Bien que personnalité politique respecté, il est critiqué pour son opposition à la formation d’une assemblée générale de la colonie, sorte de parlement, en 1634. 
Comme gouverneur, il agit en modéré, restreignant les excès des Puritains purs et durs qui voulaient plus d’exécutions pour hérésies et le port de la coiffe pour les femmes. 
La ville de Winthrop est nommée en son honneur.

#### «La cité sur la colline»
Winthrop donna le célèbre sermon « A Model of Christian Charity » à l'occasion de la traversée d’Angleterre vers le Nouveau Monde. Dans ce sermon, il déclare que les puritains du Nouveau Monde ont un pacte spécial avec Dieu et prononce la célèbre phrase sur la Cité sur la colline (The City upon a Hill (en)), reprise par nombre d'hommes politiques américains : « Nous serons la cité qui luit au loin sur la colline ». 
Ce discours qui résumait des notions surtout connues dans la communauté puritaine, et qui parle également des devoirs des riches envers les pauvres, est aujourd'hui regardé comme fondateur du thème de la Destinée manifeste américaine.

### Vie personnelle
John Winthrop se marie en premières noces à  Mary Forth, le 16 avril 1605 à Great Stambridge, Essex, Angleterre de qui il a six enfants. Elle meurt en juin 1615 et il se marie en secondes noces à Thomasine Clopton le 6 décembre 1615 à Groton, Suffolk, Angleterre. Cette dernière meurt le 8 décembre 1616 sans enfant. 
Le 29 avril 1618, il se marie pour une troisième fois à Great Maplestead, Essex, Angleterre à Margaret Tyndal de qui il a six autres enfants, avant de partir d'Angleterre, et deux dans les colonies. Après la mort de Margaret, il se marie une quatrième fois à Martha Rainsborough autour du 20 décembre 1647. Elle lui donne un autre enfant en 1648. Il meurt de cause naturelle en 1649.

#### Notices dans des encyclopédies et manuels de références
- (en-US) Everett H. Emerson, Puritanism in America, 1620-1750, Boston, Massachusetts, Twayne Publishers, coll. « Twayne's World Leaders Series #71 », 1977, 187 p. (ISBN 9780805776928, lire en ligne), p. 34-36,
- (en-US) Henry Warner Bowden (dir.), Dictionary of American religious biography, Westport, Connecticut, Greenwood Press (réimpr. 1993) (1re éd. 1977), 581 p. (ISBN 9780837189062, lire en ligne), p. 521-522,
- (en-US) Suzanne Michele Bourgoin (dir.) et Suzan Michele Bourgoin (dir.), Encyclopedia of World Biography, vol. 16 : Vitoria-Zworykin, Detroit, Michigan, Gale Research, 1997, 540 p. (ISBN 9780787625566, lire en ligne), p. 339-341,
- (en-US) John A. Garraty (dir.), American National Biography, vol. 23 : Wellek - Wrenn, New York, Oxford University Press, USA, 1999, 899 p. (ISBN 9780195128024, lire en ligne), p. 660-665,
- (en-US) Leora Maltz (dir.), The Founding of America, San Diego, Californie, Greenhaven Press, 2001, 243 p. (ISBN 9780737708707, lire en ligne), p. 217-218,
- (en-US) Gary B. Nash (dir.), Encyclopedia of American History, vol. 2 : Colonization and settlement, 1608-1760, New York, Facts On File (réimpr. 2010) (1re éd. 2002), 491 p. (ISBN 9780816071449, lire en ligne), p. 417-418,
- (en-US) Joel R. Beeke & Randall J. Pederson, Meet the Puritans : With a Guide to Modern Reprints, Grand Rapids, Michigan, Reformation Heritage Books (réimpr. 2010) (1re éd. 2006), 902 p. (ISBN 9781601780003, lire en ligne), p. 621-625,
- (en-US) George Thomas Kurian (dir.) et Mark A. Lamport (dir.), Encyclopedia of Christianity in the United States, vol. 5 : S-Z, Lanham, Maryland, Rowman & Littlefield, 2016, 2781 p. (ISBN 9781442244313, lire en ligne), p. 2500,

#### Essais et biographies
- (en-US) John Schweninger, John Winthrop, Boston, Massachusetts, Twayne Publishers, 1990, 168 p. (ISBN 9780805775471, lire en ligne),
- (en-US) Francis J. Bremer, John Winthrop : America's Forgotten Founding Father, New York, Oxford University Press, 2003, 520 p. (ISBN 9780195149135, lire en ligne),
- (en-US) Michael Burgan, John Winthrop : Colonial Governor of Massachusetts, Minneapolis, Minnesota, Compass Point Books, 2006, 120 p. (ISBN 9780756515911, lire en ligne),
- (en-US) Michael Parker, John Winthrop : Founding the City Upon a Hill, New York, Routledge, 2013, 230 p. (ISBN 9780415818117, lire en ligne),

#### Articles
- (en-US) Edgar A. J. Johnson, « Economic Ideas of John Winthrop », The New England Quarterly, vol. 3, no 2,‎ avril 1930, p. 235-250 (16 pages) (lire en ligne ),
- (en-US) Stanley Gray, « The Political Thought of John Winthrop », The New England Quarterly, vol. 3, no 4,‎ octobre 1930, p. 681-705 (25 pages) (lire en ligne ),
- (en-US) Richard S. Dunn, « John Winthrop Writes His Journal », The William and Mary Quarterly, vol. 41, no 2,‎ avril 1984, p. 185-212 (28 pages) (lire en ligne ),
- (en-US) Richard S. Dunn, « An Odd Couple: John Winthrop and William Penn », Proceedings of the Massachusetts Historical Society, 3e série, vol. 99,‎ 1987, p. 1-24 (24 pages) (lire en ligne ),
- (en-US) Valerie Pearl & Morris Pearl, « Governor John Winthrop on the Birth of the Antinomians' "Monster": The Earliest Reports to Reach England and the Making of a Myth », Proceedings of the Massachusetts Historical Society,, 3e série, vol. 102,‎ 1990, p. 21-37 (17 pages) (lire en ligne ),
- (en-US) John H. Schaar, « Liberty/Authority/Community in the Political Thought of John Winthrop », Political Theory, vol. 19, no 4,‎ novembre 1991, p. 493-518 (26 pages) (lire en ligne ),
- (en-US) Scott Michaelsen, « John Winthrop's "Modell" Covenant and the Company Way », Early American Literature, vol. 27, no 2,‎ 1992, p. 85-100 (16 pages) (lire en ligne ),
- (en-US) Francis J. Bremer, « The Heritage of John Winthrop: Religion along the Stour Valley, 1548-1630 », The New England Quarterly, vol. 70, no 4,‎ décembre 1997, p. 515-547 (33 pages) (lire en ligne ),
- (en-US) Laurel Thatcher Ulrich, « John Winthrop's City of Women », Massachusetts Historical Review (MHR), vol. 3,‎ 2001, p. 19-48 (30 pages) (lire en ligne ),
- (en-US) Francis J. Bremer, « Remembering--and Forgetting--John Winthrop and the Puritan Founders », Massachusetts Historical Review (MHR), vol. 6,‎ 2004, p. 38-69 (32 pages) (lire en ligne ),
- (en-US) Ivy Schweitzer, « John's Winthrop's "Model" of American Affiliation », Early American Literature, vol. 40, no 3,‎ 2005, p. 441-469 (29 pages) (lire en ligne ),
- (en-US) Gary Grieve-Carlson, « John Winthrop in "The Maximus Poems" », The New England Quarterly, vol. 84, no 4,‎ décembre 2011, p. 655-695 (41 pages) (lire en ligne ),
- (en-US) Justin B. Litke, « Varieties of American Exceptionalism: Why John Winthrop Is No Imperialist », Journal of Church and State, vol. 54, no 2,‎ printemps 2012, p. 197-213 (17 pages) (lire en ligne ),
- (en-US) Francis J. Bremer, « John Winthrop and the Shaping of New England History », Massachusetts Historical Review (MHR), vol. 18,‎ 2016, p. 1-17 (18 pages) (lire en ligne ),